# Private Collection
Private Collection è il terzo album in studio del duo formato da Jon Anderson, leader degli Yes, e il musicista greco Vangelis, che avevano già collaborato ai tempi di Heaven and Hell. È stato pubblicato dalla Polydor nel 1983.

## Tracce

### Edizione in Vinile

#### Lato A
1. "Italian Song" 2:53
2. "And When The Night Comes" 4:35
3. "Deborah" 4:54
4. "Polonaise" 5:24
5. "He is Sailing" 6:47

#### Lato B
1. "Horizon" 22:53

### Edizione in CD
Quella in CD è divisa in 6 tracce.
1. "Italian Song" 2:53
2. "And When The Night Comes" 4:35
3. "Deborah" 4:54
4. "Polonaise" 5:24
5. "He is Sailing" 6:47
6. "Horizon" 22:53

## Musicisti
- Vangelis - sintetizzatori, pianoforte, percussioni, arrangiamenti
- Jon Anderson - voce